# Мартенс, Конрад
Конрад Мартенс (англ. Conrad Martens; 1801 — 21 августа 1878) — британский по рождению художник, живший в Австралии с 1835 года.

## Биография
Его отец был купцом, приехавшим в Лондон в качестве австрийского консула. Конрад, как и его два брата Джон Уильям и Генри, изучал живопись у Копли Филдинга.

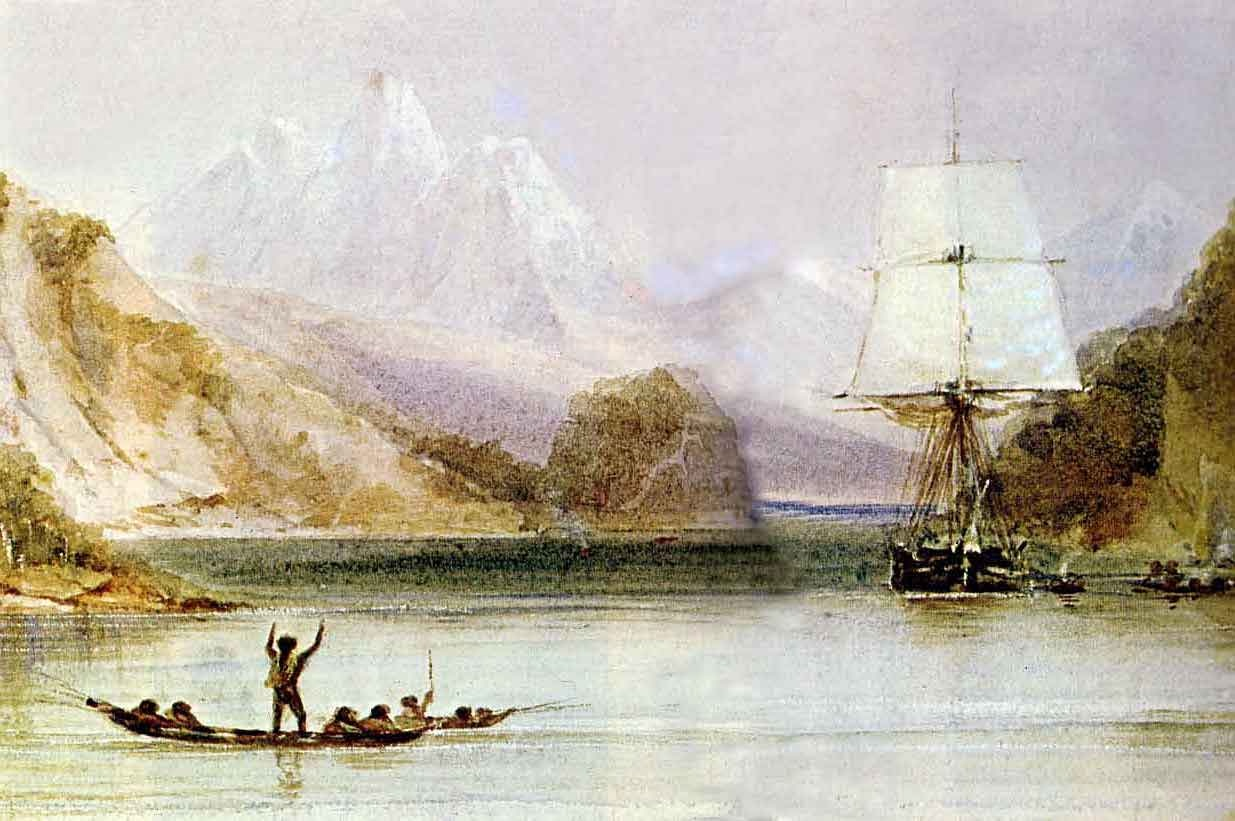
Корабль «Бигль» приветствуют огнеземельцы. Зарисовка К. Мартенса, 1833.

В 1832 году он поступил на корабль «Гиацинт» в качестве топографа. В конце 1833 года в Монтевидео встретился с Р. Фицроем, капитаном корабля «Бигль», который нанял его в качестве зарисовщика, поскольку прежний художник Огастес Эрл заболел. В ходе знаменитого Второго путешествия корабля «Бигль» Мартенс подружился с Ч. Дарвином. В середине 1834 года Мартенс сошёл с «Бигля» на сушу в Вальпараисо и отправился в Сидней через Таити. С 1835 года он окончательно поселился в Австралии.